# Piotr Scholz

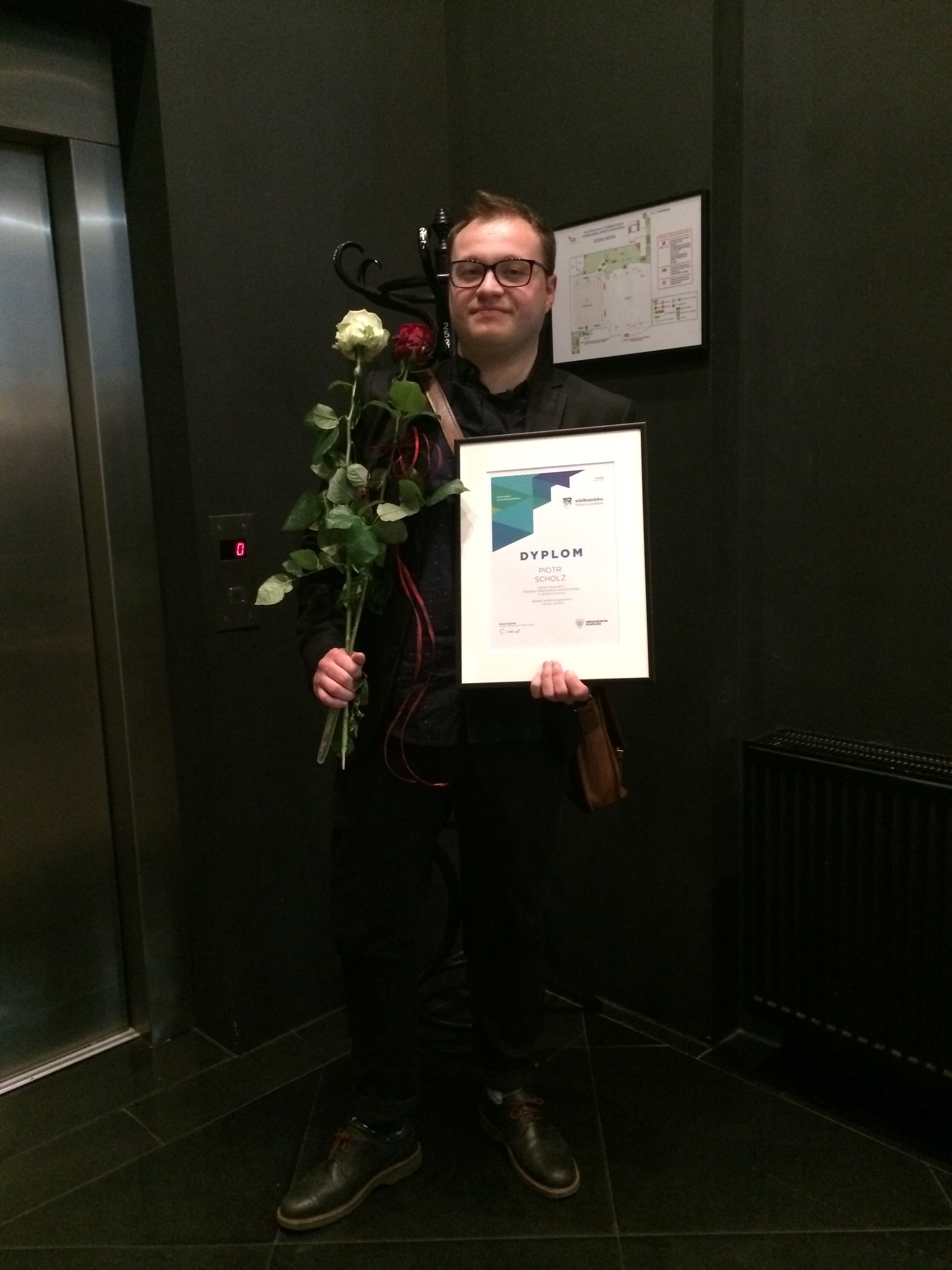
Piotr Scholz (2019)

Piotr Scholz (* 19. Februar 1991 in Poznań) ist ein polnischer Fusion- und Jazzmusiker (Gitarre, Komposition).

## Wirken
Scholz begann im Alter von sieben Jahren, Gitarre zu spielen. Als 14-Jähriger erhielt er ein Album mit Aufnahmen von George Benson, das ihn für den Jazz interessierte. An der Ignacy-Jan-Paderewski-Musikakademie Posen studierte er Jazzgitarre und Komposition/Arrangement.
Scholz gründete das Quintett Weezdob Collective mit dem Mundharmonikaspieler Kacper Smoliński, dem Saxophonisten Kuba Marciniak, dem Schlagzeuger Adam Zagórski und dem Bassisten Damian Kostka, das 2015 sein Debütalbum veröffentlichte; es folgten die Alben Star Cadillac (2018) und Komeda, Ostatnia Retrospekcja (2020). Weiterhin leitet er sein Piotr Scholz Sextet und das großformatige Poznań Jazz Philharmonic Orchestra (PJPO Plays Weezdob). Zudem hat er mit Włodek Pawlik, Leszek Możdżer, Anna Gadt, Tomeka Reid, Jean-Luc Ponty, Caroline Davis, Stanley Jordan, Dagadana, Rosalie und dem Kasia Osterczy Trio (Travel Elegy) gearbeitet.
Scholz ist Professor an der Musikakademie Łódź.

## Preise und Auszeichnungen
Scholz erhielt bedeutende Auszeichnungen, darunter der Große Preis des Jazz-nad-Odrą-Festivals, der Große Preis des Lotos-Jazz-Festivals, der 17. Bielska Zadymka Jazzowa, der Große Preis von Jazz Fruit auf dem Mladi-Ladi-Jazz-Festival in Prag, der Große Preis beim 18. Nationalen Wettbewerb für Jazz- und Bluesbands, der Große Preis beim Blue-Note-Wettbewerb, der erste und dritte Platz beim Internationalen Jazz-Kompositionswettbewerb während des Schlesischen Jazzfestivals. 2013 erhielt er den Preis des Ministeriums für Kultur und nationales Erbe.

## Diskographische Hinweise
- Suite the Road (RecArt 2017, mit dem Poznań Jazz Philharmonic Orchestra)
- Birds from Another Planet (Audio Cave 2021, mit dem Poznań Jazz Philharmonic Orchestra)